# Giorgos Tabakis
Giorgos Tabakis (griechisch Γιώργος Ταμπάκης, * 1980 in Athen) ist ein griechischer Jazzmusiker (Gitarre, Komposition).

## Leben und Wirken
Tabakis kam im Alter von zehn Jahren zur Musik, als er an der Musikschule von Nafpaktos bei dem Gitarristen und Komponisten Kostas Eliades mit klassischem Gitarrenunterricht begann. Mit 18 Jahren nahm er Jazz-Unterricht bei Andreas Georgiou. Daneben experimentierte er auch mit Saiten- und Blasinstrumenten wie Sitar, Sarod, Didgeridoo, tibetische Dungchen. Im gleichen Zeitraum studierte er klassisches Klavier bei der Pianistin und Sopranistin Konstantina Mantziari.
Seit 2007 experimentiert er mit alternativen Spielweisen auf der siebensaitigen Gitarre und entwickelte dabei einen eigenen künstlerischen Ausdruck. Er gründete ein eigenes Trio und komponierte für das Multiverse Ensemble, die GaiaArtGroup und das Impulse Trio, wo er auch Gitarre spielt. Mit der Klarinettistin Rebecca Trescher unterhält er ein Duo, das international Beachtung erfuhr. Er hat auch Musik für Videokunst, künstlerische Fotodokumentationen, Theater und zeitgenössische Tanzaufführungen komponiert.

## Diskographische Hinweise
- Inter Mundos (2015)[4]
- ViewPoint (ekfrassis productions 2016)
- Sounds & Images (ekfrassis productions 2017)
- Giorgos Tabakis/Stavros Parginos Drops of Time (2017)
- Light Vibrations (Aux, 2018; mit Takis Paterelis, Giannis Papagiannoulis)
- Colored Minds (FM, 2019; mit Andreas Polyzogopoulos, Stavros Parginos, Panos Kokkinis)
- Giorgos Tabakis & Rebecca Trescher: Dual Nature (ekfrassis productions 2020)[5]